# Чорткив
Чорткив (укр. Чортків) град је Украјини у Тернопољској области. Према процени из 2012. у граду је живело 29.500 становника.

## Становништво
Према процени, у граду је 2012. живело 29.500 становника.
| 1979.  | 1989.  | 2001.  | 2012.  |
| ------ | ------ | ------ | ------ |
| 24.241 | 26.681 | 29.057 | 29.500 |

## Партнерски градови
- Лежајск